# Julio Rodríguez
Julio Yamel Rodríguez (Loma de Cabrera, 29 de dezembro de 2000) é um jogador de beisebol dominicano, que joga na posição de defensor externo (outfielder).

## Carreira
Rodríguez compôs o elenco da Seleção Dominicana de Beisebol nos Jogos Olímpicos de Verão de 2020 em Tóquio, onde conquistou a medalha de bronze após derrotar a equipe sul-coreana na disputa pelo pódio.